# The Kylie Collection
The Kylie Collection è la riedizione dell'album di debutto di Kylie Minogue, Kylie. È stata pubblicata come doppio LP 12" dalla Mushroom Records il 19 dicembre 1988 in Australiae Nuova Zelanda. Contiene le 10 canzone originali dell'album ed alcuni remix dei singoli. È stata pubblicata anche come cassetta, solo in Australia.

## Tracce
Vinile
Lato A
1. I Should Be So Lucky – 3:24
2. The Loco-Motion – 3:14
3. Je Ne Sais Pas Pourquoi – 3:51
4. It's No Secret – 3:55
5. Got to Be Certain – 3:17

Lato B
1. Turn It into Love – 3:36
2. I Miss You – 3:15
3. I'll Still Be Loving You – 3:45
4. Look My Way – 3:35
5. Love at First Sight – 3:09

Lato C
1. I Should Be So Lucky (Extended mix) – 6:08
2. The Loco-Motion (Kohaku Mix) – 5:59

Lato D
1. Je Ne Sais Pas Pourquoi (Moi Non Plus Mix) – 5:55
2. Got to Be Certain (Extended) – 6:37
3. Made in Heaven (Maid In Australia Mix) – 6:20

Ausiocassetta
1. I Should Be So Lucky (Video)
2. Got to Be Certain (Video)
3. The Loco-Motion (Video)
4. Je Ne Sais Pas Pourquoi (Video)
5. It's No Secret (Video)
6. Made in Heaven (Video)